# Sara Nordenstam
Sara Nordenstam (n. 28 februarie 1983, Lycksele, Comitatul Västerbotten, Suedia) este o înotătoare ce a reprezentat Norvegia, medaliată olimpică. A participat la 2 ediții ale Jocurilor Olimpice (2008, 2012) în care a câștigat o medalie de bronz.